# 佛罗里达 (巴拉那州)
弗洛里達（葡萄牙語：Florida）是巴西的城鎮，位於該國南部，由巴拉那州負責管轄，始建於1960年7月25日，面積83,046平方公里，海拔高度460米，2014年人口2,662，人口密度每平方公里32.05人。